# HD 45951
HD 45951，又名BD+17 1275，SAO 95765、HR 2366，是一颗恒星，视星等为6.2，位于銀經195.57，銀緯3.31，其B1900.0坐标为赤經6h 25m 22.2s，赤緯+17° 3.31′ 30″。